# Hikueru (comune)
Hikueru è un comune della Polinesia francese nelle Isole Tuamotu di 268 abitanti.
Il comune è comporto da 5 atolli:
- Hikueru (comune associato) : 169 abitanti (2007)
- Marokau (comune associato) : 99 abitanti (2007)
- Ravahere
- Reitoru
- Tekokota